# Camponotus luteus
Camponotus luteus é uma espécie de inseto do gênero Camponotus, pertencente à família Formicidae.